# Xenofrea zonata
Xenofrea zonata es una especie de escarabajo longicornio del género Xenofrea, tribu Xenofreini, subfamilia Lamiinae. Fue descrita científicamente por Bates en 1885.

## Descripción
Mide 9,5-10 milímetros de longitud.

## Distribución
Se distribuye por Bolivia, Brasil, Costa Rica y Panamá.